# Lynn Graham
Lynn Graham (* 3. November 1947) ist eine ehemalige US-amerikanische Kugelstoßerin und Diskuswerferin.
Bei den Panamerikanischen Spielen gewann sie im Kugelstoßen 1967 in Winnipeg Silber und 1971 in Cali Gold.
Fünfmal wurde sie US-Meisterin im Kugelstoßen (1965, 1966, 1969–1971) und einmal im Diskuswurf (1965). In der Halle holte sie 1967 den nationalen Titel im Kugelstoßen.
Ihre persönliche Bestleistung im Kugelstoßen von 16,18 m stellte sie am 28. Mai 1971 in Garden Grove auf.